# Wiehenvenator
Wiehenvenator (il cui nome significa "cacciatore Wiehen Hills") è un genere estinto di dinosauro teropode megalosauride vissuto nel Giurassico medio, circa 166-164 milioni di anni fa, in Germania. L'unica specie ascritta a questo genere è W. albati.

## Descrizione

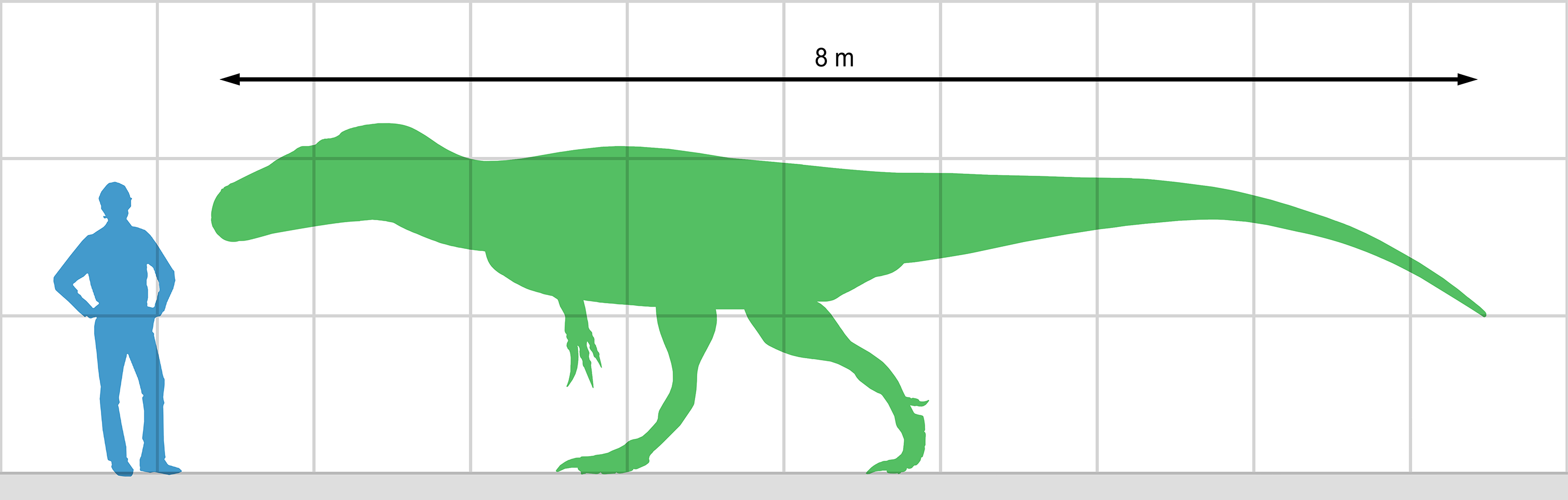
Dimensioni di W. albati

Il Wiehenvenator era un carnivoro bipede di grossa taglia, avente le stesse caratteristiche di altri dinosauri megalosauridi: corpo voluminoso, testa grossa, gambe lunghe e muscolose, braccia lunghe e dotate di artigli e una lunga coda per bilanciare il proprio peso. La lunghezza del Wiehenvenator può essere stimata confrontando la sua mascella superiore con quella della specie Torvosaurus gurneyi. Le stime parlano di una lunghezza corporea di circa 8 metri (26 piedi). Un'altra stima, calcolata invece dalla forma delle vertebre della coda e dalle fibule confrontandole invece con la specie Torvosaurus tanneri, hanno portato ad una lunghezza di circa 9 metri (30 piedi), rendendo così Wiehenvenator uno dei più grandi teropodi europei.

## Classificazione
Fin dalla sua scoperta avvenuta nel 2016, il Wiehenvenator è stato classificato come appartenente alla famiglia dei megalosauridi, e più precisamente nella sottofamiglia dei megalosaurini, collocato come sister taxon di Torvosaurus, il suo parente più stretto.

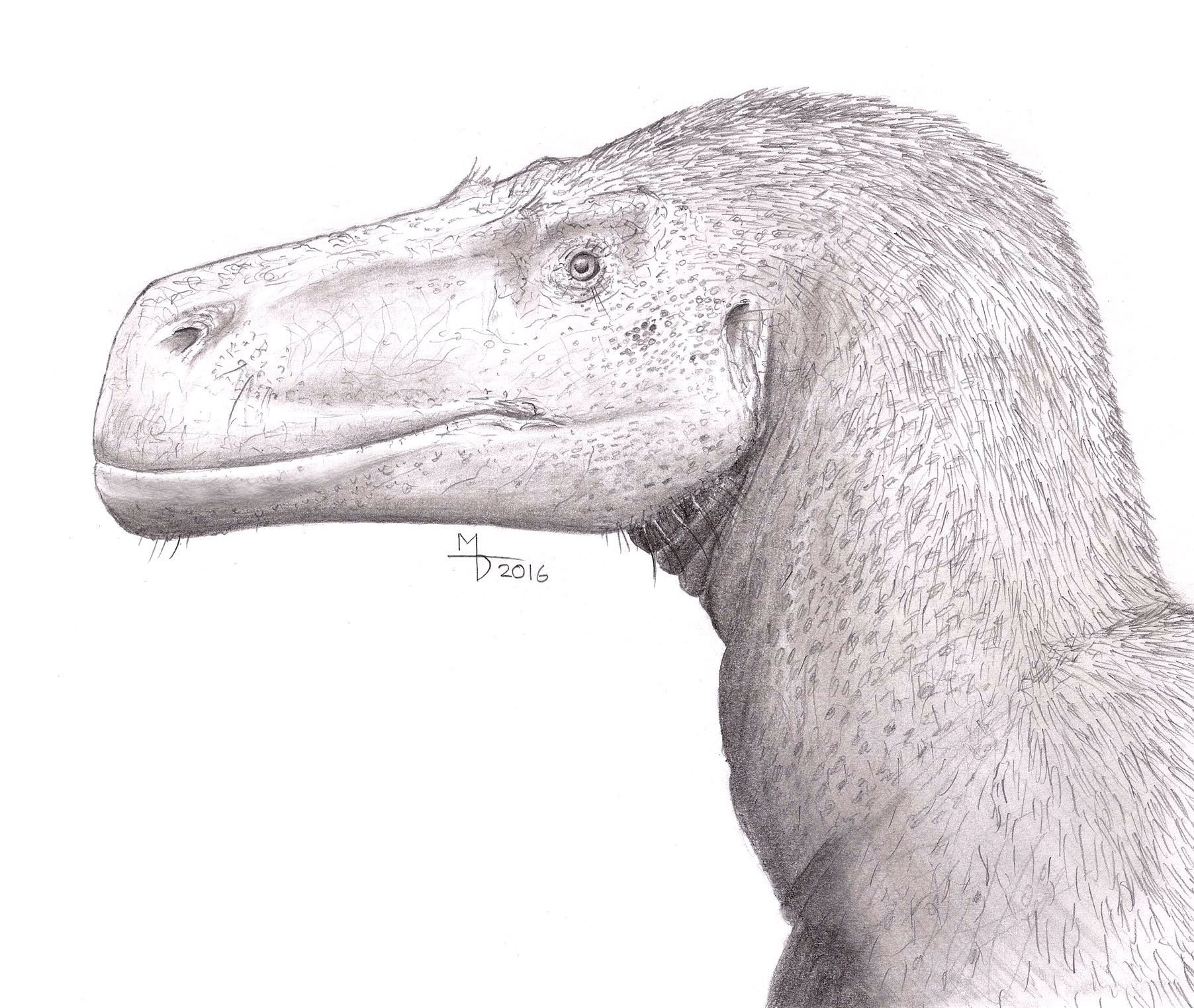
Ricostruzione della testa di W. albati

|  | Eustreptospondylus |
|  |                    |

|  | Dubreuillosaurus |
|  |                  |
|  | Magnosaurus      |
|  |                  |
|  | Afrovenator      |
|  |                  |
|  | Piveteausaurus   |
|  |                  |

|  | Eustreptospondylus |
|  |                    |

|  | Dubreuillosaurus |
|  |                  |
|  | Magnosaurus      |
|  |                  |
|  | Afrovenator      |
|  |                  |
|  | Piveteausaurus   |
|  |                  |

|  | Megalosaurus                                                  |
|  |                                                               |
|  | \| \| Wiehenvenator \| \| \| \| \| \| Torvosaurus \| \| \| \| |
|  |                                                               |
|  | Wiehenvenator                                                 |
|  |                                                               |
|  | Torvosaurus                                                   |
|  |                                                               |

|  | Wiehenvenator |
|  |               |
|  | Torvosaurus   |
|  |               |

|  | Megalosaurus                                                  |
|  |                                                               |
|  | \| \| Wiehenvenator \| \| \| \| \| \| Torvosaurus \| \| \| \| |
|  |                                                               |
|  | Wiehenvenator                                                 |
|  |                                                               |
|  | Torvosaurus                                                   |
|  |                                                               |

|  | Wiehenvenator |
|  |               |
|  | Torvosaurus   |
|  |               |

|  | Megalosaurus                                                  |
|  |                                                               |
|  | \| \| Wiehenvenator \| \| \| \| \| \| Torvosaurus \| \| \| \| |
|  |                                                               |
|  | Wiehenvenator                                                 |
|  |                                                               |
|  | Torvosaurus                                                   |
|  |                                                               |

|  | Wiehenvenator |
|  |               |
|  | Torvosaurus   |
|  |               |

|  | Megalosaurus                                                  |
|  |                                                               |
|  | \| \| Wiehenvenator \| \| \| \| \| \| Torvosaurus \| \| \| \| |
|  |                                                               |
|  | Wiehenvenator                                                 |
|  |                                                               |
|  | Torvosaurus                                                   |
|  |                                                               |

|  | Wiehenvenator |
|  |               |
|  | Torvosaurus   |
|  |               |

|  | Eustreptospondylus |
|  |                    |

|  | Dubreuillosaurus |
|  |                  |
|  | Magnosaurus      |
|  |                  |
|  | Afrovenator      |
|  |                  |
|  | Piveteausaurus   |
|  |                  |

|  | Eustreptospondylus |
|  |                    |

|  | Dubreuillosaurus |
|  |                  |
|  | Magnosaurus      |
|  |                  |
|  | Afrovenator      |
|  |                  |
|  | Piveteausaurus   |
|  |                  |

|  | Megalosaurus                                                  |
|  |                                                               |
|  | \| \| Wiehenvenator \| \| \| \| \| \| Torvosaurus \| \| \| \| |
|  |                                                               |
|  | Wiehenvenator                                                 |
|  |                                                               |
|  | Torvosaurus                                                   |
|  |                                                               |

|  | Wiehenvenator |
|  |               |
|  | Torvosaurus   |
|  |               |

|  | Megalosaurus                                                  |
|  |                                                               |
|  | \| \| Wiehenvenator \| \| \| \| \| \| Torvosaurus \| \| \| \| |
|  |                                                               |
|  | Wiehenvenator                                                 |
|  |                                                               |
|  | Torvosaurus                                                   |
|  |                                                               |

|  | Wiehenvenator |
|  |               |
|  | Torvosaurus   |
|  |               |

|  | Megalosaurus                                                  |
|  |                                                               |
|  | \| \| Wiehenvenator \| \| \| \| \| \| Torvosaurus \| \| \| \| |
|  |                                                               |
|  | Wiehenvenator                                                 |
|  |                                                               |
|  | Torvosaurus                                                   |
|  |                                                               |

|  | Wiehenvenator |
|  |               |
|  | Torvosaurus   |
|  |               |

|  | Megalosaurus                                                  |
|  |                                                               |
|  | \| \| Wiehenvenator \| \| \| \| \| \| Torvosaurus \| \| \| \| |
|  |                                                               |
|  | Wiehenvenator                                                 |
|  |                                                               |
|  | Torvosaurus                                                   |
|  |                                                               |

|  | Wiehenvenator |
|  |               |
|  | Torvosaurus   |
|  |               |

## Storia della scoperta

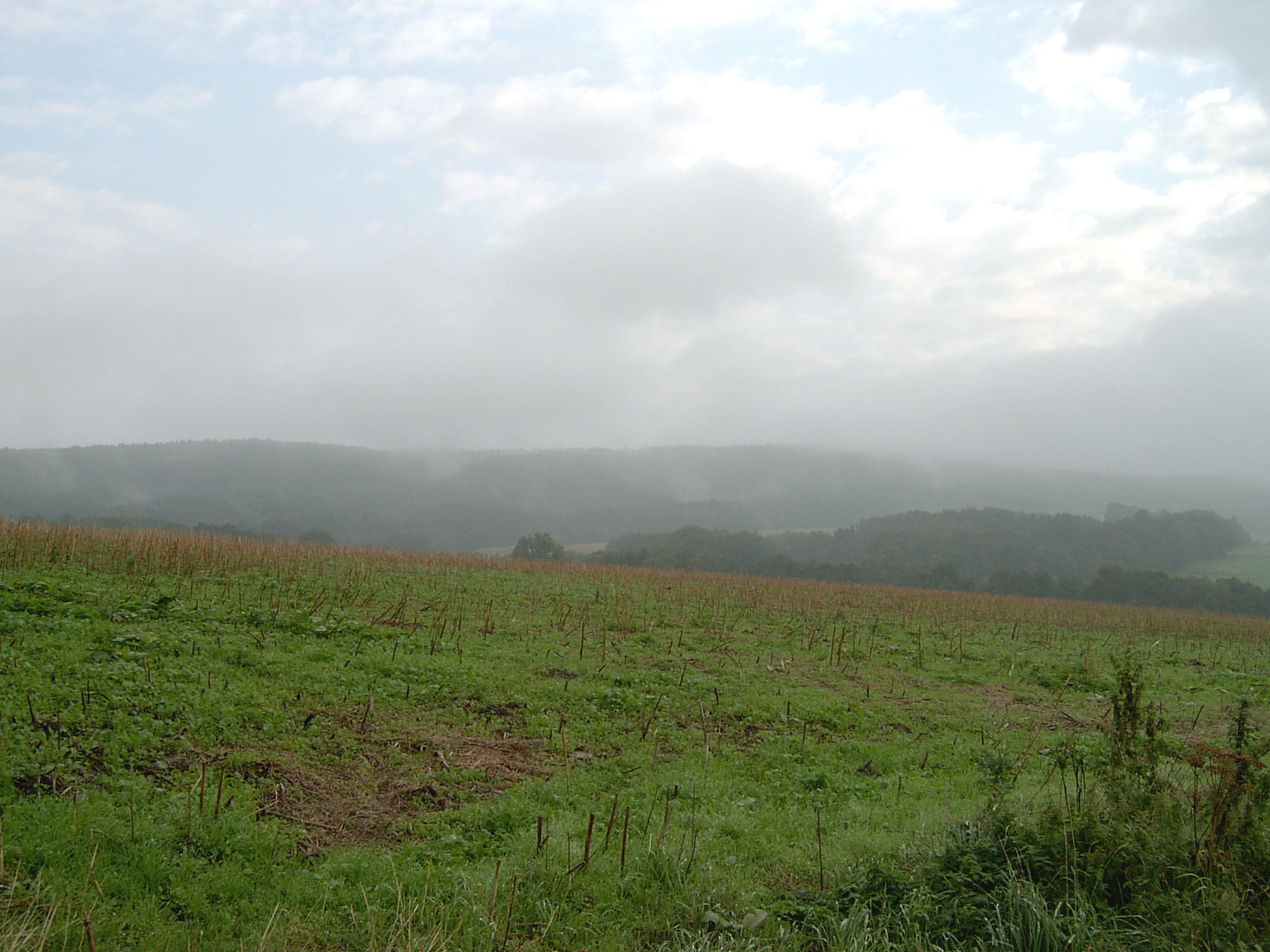
Il paesaggio di Wiehen Hills, in cui sono stati ritrovati i resti di Wiehenvenator

Nel 1998, il geologo Friedrich Albat scoprì i resti di un grande dinosauro carnivoro all'interno di una cava abbandonata di Pott, nelle colline Wiehen, vicino a Minden, Vestfalia. Questi resti furono rimossi dalla roccia tra l'ottobre 1998 e l'ottobre 2001. La scoperta del ritrovamento fu ampiamente pubblicizzata dalla stampa, che diede ai resti dell'animale l'appellativo di Das Monster von Minden (il Mostro di Minden). I rapporti presentati nell'edizione tedesca del National Geographic parlarono di una costola del 50% più grande di quella di Allosaurus, stimando una lunghezza per l'intero animale di ben 15 metri (49 piedi). Tuttavia nel 2012, Thomas Holtz abbassò la lunghezza dell'animale a 12 metri (39 piedi). Altri ricercatori stimarono dimensioni più contenute: Mickey Mortimer nel 2003 stimò una lunghezza complessiva compresa tra i 7 e gli 8 metri (da 23 a 26 piedi), per 0,75-1,2 tonnellate (0,83 a 1,32 tonnellate corte) di peso.
Nel 2015, fu annunciato che l'animale era stato finalmente identificato come un megalosauride. Nel 2016, i fossili furono finalmente descritti e nominati con la specie tipo  Wiehenvenator albati, descritta da Oliver WM Rauhut, Tom R. Hübner e Klaus-Peter Lanser. Il nome generico, Wiehenvenator, combina un riferimento al Wiehengebirge, il nome tedesco delle colline Wiehen, con la parola latina venator ossia "cacciatore". Il nome specifico, albati, onora il suo scopritore Friedrich Albat.
L'olotipo di Wiehenvenator, è costituito da un assortimento di ossa trovato nella Formazione Ornatenton, risalente alla metà del Calloviano. Essi includono parti del cranio (la parte destra della premascella e della mascella, l'osso lacrimale e la parte destra dell'osso postorbitale), la parte anteriore della mandibola, sei denti, tre vertebre della coda, una coppia di segmenti mediani fusi posteriore di gastralia, una costola completa e quattro frammenti di costole, la falange di un dito, un perone, un astragalo diritto e un calcagno destro. È stato accertato che tutte queste ossa appartengono ad un singolo individuo. Altre due vertebre caudali potrebbero appartenere allo stesso individuo. L'analisi istologica delle fibule suggerisce che questo esemplare rappresenta un grande individuo subadulto, dell'età di dieci anni o più.